# Chanival
Chanival är en ort i Mexiko.   Den ligger i kommunen Huitiupán och delstaten Chiapas, i den sydöstra delen av landet, 700 km öster om huvudstaden Mexico City. Chanival ligger 433 meter över havet och antalet invånare är 311.
Terrängen runt Chanival är kuperad åt sydväst, men åt nordost är den bergig. Runt Chanival är det ganska tätbefolkat, med 104 invånare per kvadratkilometer. Närmaste större samhälle är Simojovel de Allende, 9,8 km söder om Chanival. Omgivningarna runt Chanival är en mosaik av jordbruksmark och naturlig växtlighet.